# Lingua Libre
Lingua Libre est un outil et un projet collaboratif en ligne visant à constituer un corpus audiovisuel multilingue. Développé par l'association Wikimédia France, les codes et fichiers téléchargeables par langues sont placés sous licence libre, comme les autres projets du mouvement Wikimédia. 230 langues et 1,2 million de fichiers audios sont téléchargeables avec différentes quantités de mots enregistrés.

## Description
Lingua Libre permet d'enregistrer des mots, des locutions ou des phrases de toutes les langues, orales (enregistrement audio) ou signées (enregistrement vidéo). Les mots sont présentés au locuteur sous la forme d’une liste, créée en direct ou à l’avance, ou réutilisant une catégorie Wikimédia existante. Le locuteur lit simplement le mot affiché à l'écran, et le logiciel passe au mot suivant lorsqu’il détecte un silence après le mot lu. Ce principe, repris du logiciel open source Shtooka recorder avec l'aide de son créateur, Nicolas Vion, permet d'enregistrer plusieurs centaines de mots par heure. Les enregistrements sont ensuite téléversés automatiquement depuis le client web vers la médiathèque libre Wikimedia Commons. Le projet est intégré à et soutenu par la communauté wikimédienne.

### Utilisation des enregistrements
Les enregistrements sont consultables à la fois sur Lingua Libre et sur Commons. Ils sont principalement utilisés sur d'autres projets Wikimédia, afin par exemple d'illustrer des entrées sur le Wiktionnaire ou des noms propres dans des articles Wikipédia. Ils sont également produits et utilisés par le Dico des Ados.
La réutilisation des enregistrements dans un cadre d'enseignement des langues est envisagée.
Les enregistrements sont également librement téléchargeables par langue, réutilisés dans des projets de traitement automatique des langues, notamment pour entraîner les moteurs de reconnaissance vocale DeepSpeech de Mozilla.

## Versions
Lingua Libre est lancé le 23 janvier 2015. Lingua Libre a connu trois versions principales.

### Lingua Libre v.1 (2016)

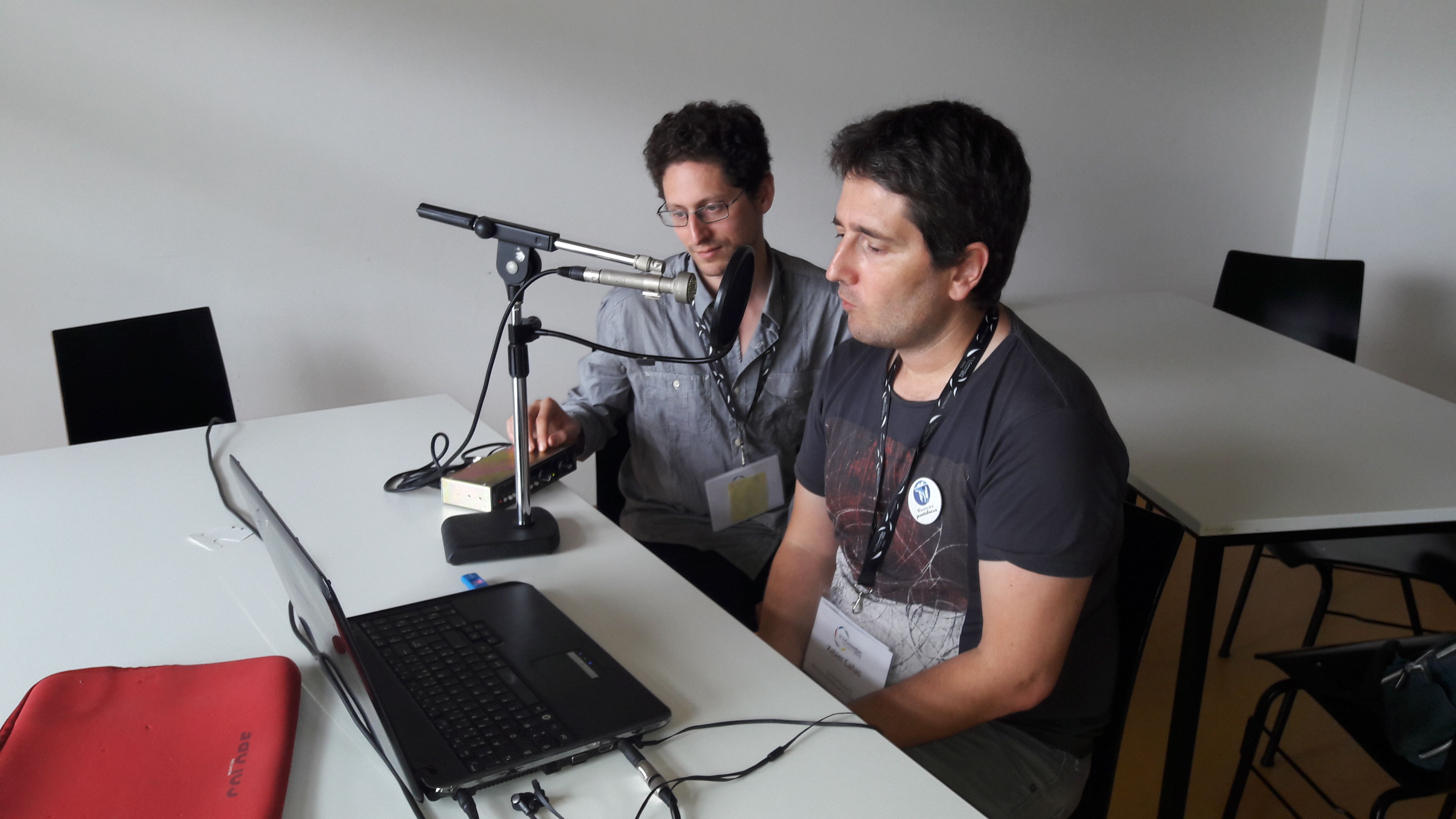
Session d'enregistrement du vocabulaire basque lors de la Wikiconvention francophone 2016, mené par Nicolas Vion (gauche).

Dans le cadre du projet Langues de France, ayant pour objectif de documenter et valoriser les langues régionales de France sur les projets Wikimédia et internet de manière générale, la conception de Lingua Libre démarre en novembre 2015, en partie subventionnée par la Délégation générale à la langue française et aux langues de France (DGLFLF). La première version du projet est lancée en août 2016. Seulement adaptée à l’enregistrement audio, Lingua Libre est montré lors d’un atelier autour de l’occitan en décembre 2016, puis est présenté à la communauté Wikimédia en ligne et lors d’événements internationaux en 2017.

### Lingua Libre v.2 (2018)
Une reconstruction complète est lancée fin 2017. La nouvelle version de Lingua Libre est basée sur MediaWiki, utilise Wikibase et OAuth pour mieux s’intégrer à l’environnement Wikimédia. L’interface est traduite via Translatewiki afin que le projet puisse être utilisé par un grand nombre de communautés. La nouvelle version du site est prête en juin 2018 et ouverte au public en août 2018.

### Lingua Libre v.2.2 (2020)
En 2020, d’importants changements sont apportés à la plateforme ; une nouvelle apparence est développée pour le site et le domaine en .org remplace le domaine en .fr utilisé jusque-là. Lingua Libre prend en charge les langues signées grâce à l'enregistrement vidéo.

### Évolution

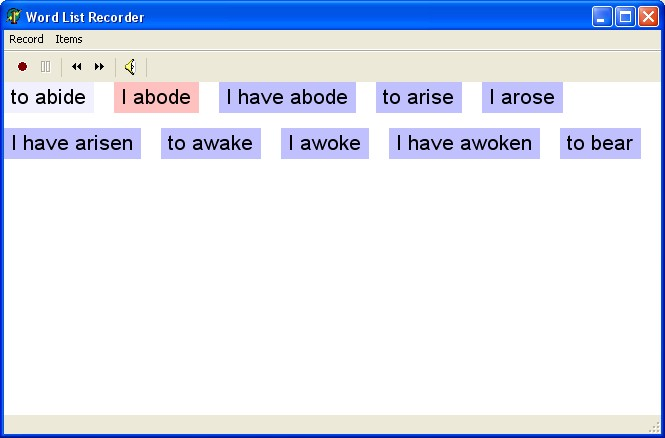
Interface de Shtooka recorder, sur lequel Lingualibre se base.
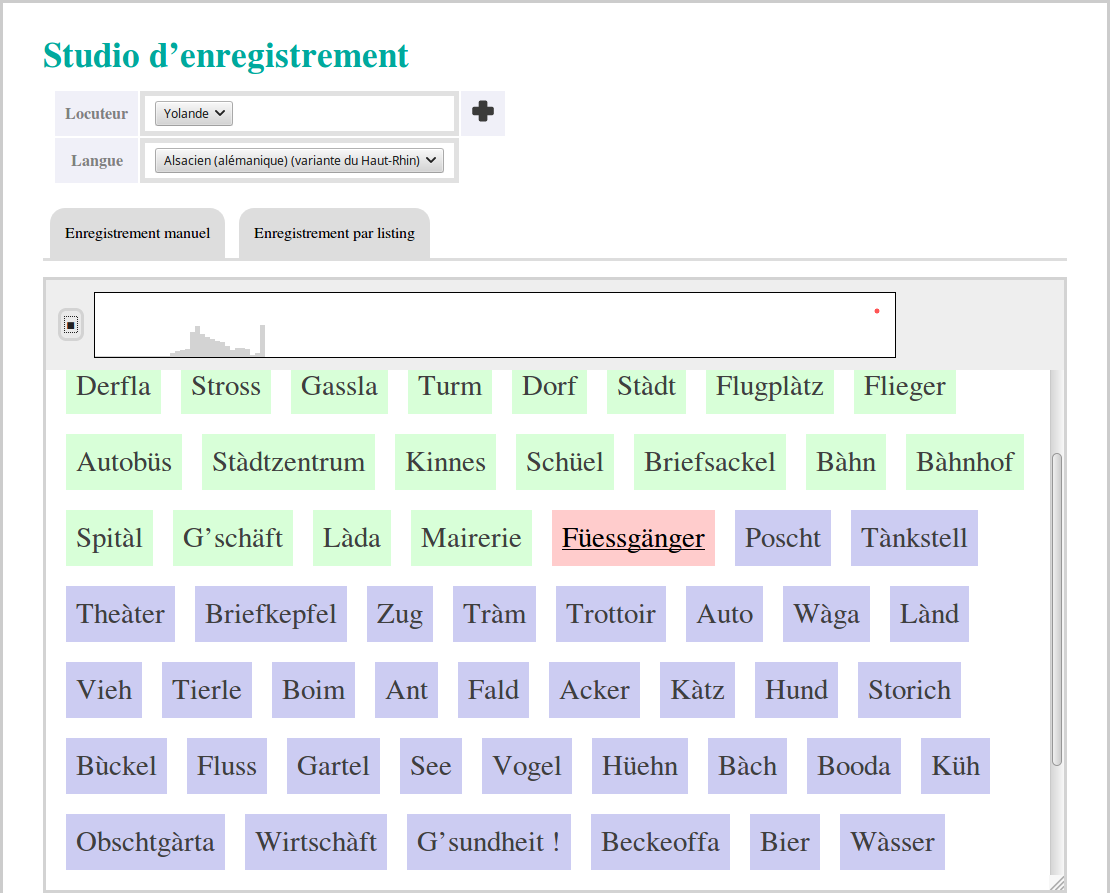
Studio d’enregistrement en septembre 2017 (v.1)
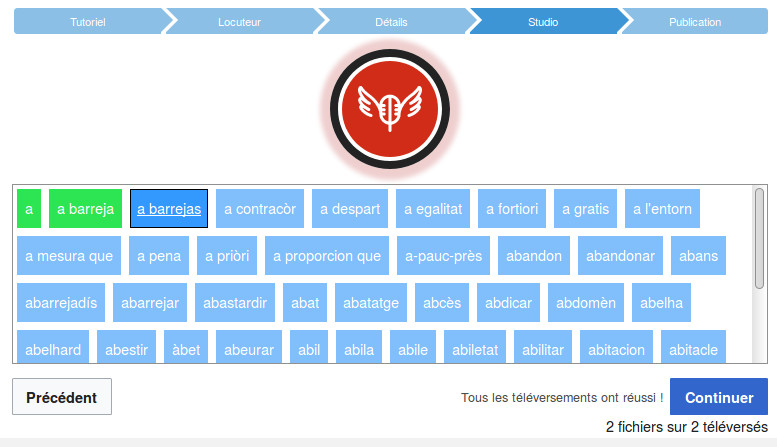
Studio d'enregistrement en décembre 2018 (v.2)
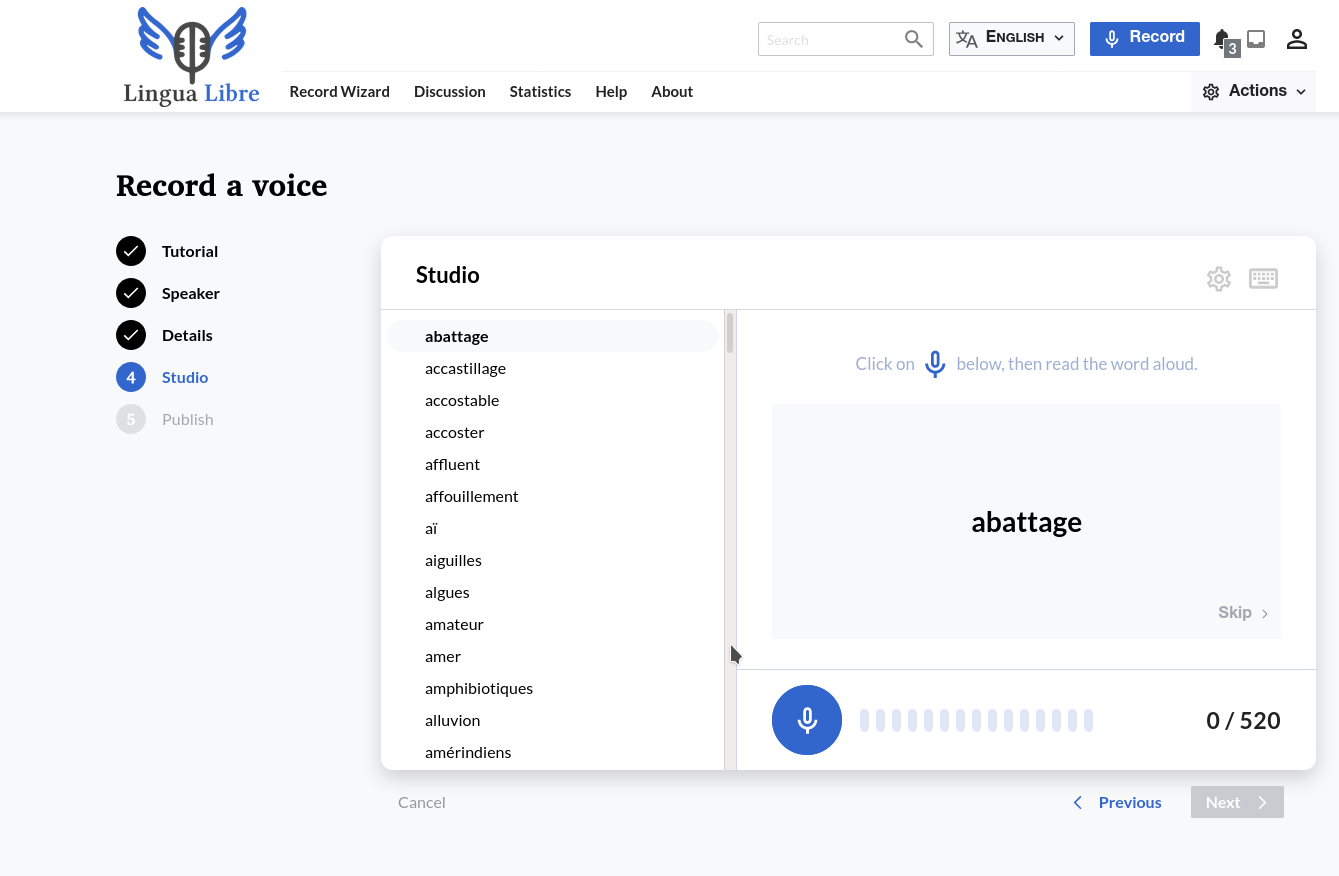
Studio d’enregistrement en octobre 2020 (v.2.2)

## Statistiques

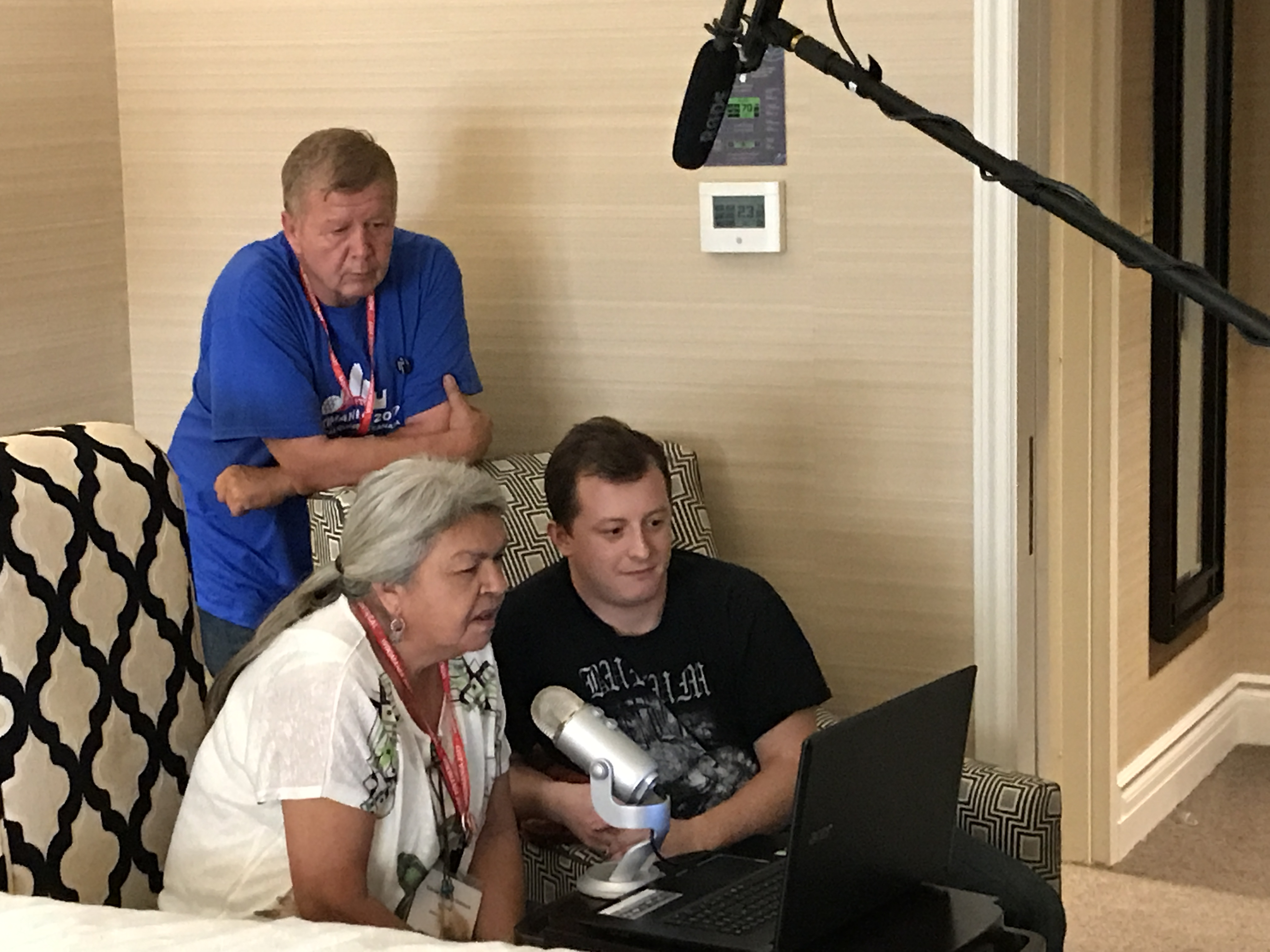
Une session d’enregistrement avec une locutrice de la langue atikamekw en 2017 à Montréal.

Durant les deux premières années de lancement du projet, environ 10 000 enregistrements ont été réalisés. Le passage à la v.2 est accompagné d’une forte augmentation de la contribution. Le nombre d’enregistrements est multiplié par 10 en moins d’un an, dépassant le seuil de 100 000 en mai 2019. Ces enregistrements ont été réalisés par 127 locuteurs, dans près de 50 langues. Le cap des 500 000 enregistrements est dépassé au cours du mois de juin 2021. En avril 2023, la plateforme comptabilise plus de 800 000 enregistrements, dans 170 langues et grâce à plus de 1400 locuteurs. Le 5 octobre 2023, Lingua Libre a atteint plus d‘un million de contributions avec l‘enregistrement du mot “కంటతము“ qui veut dire épineux en télougou (Inde du Sud).